# Deo optimo et maximo

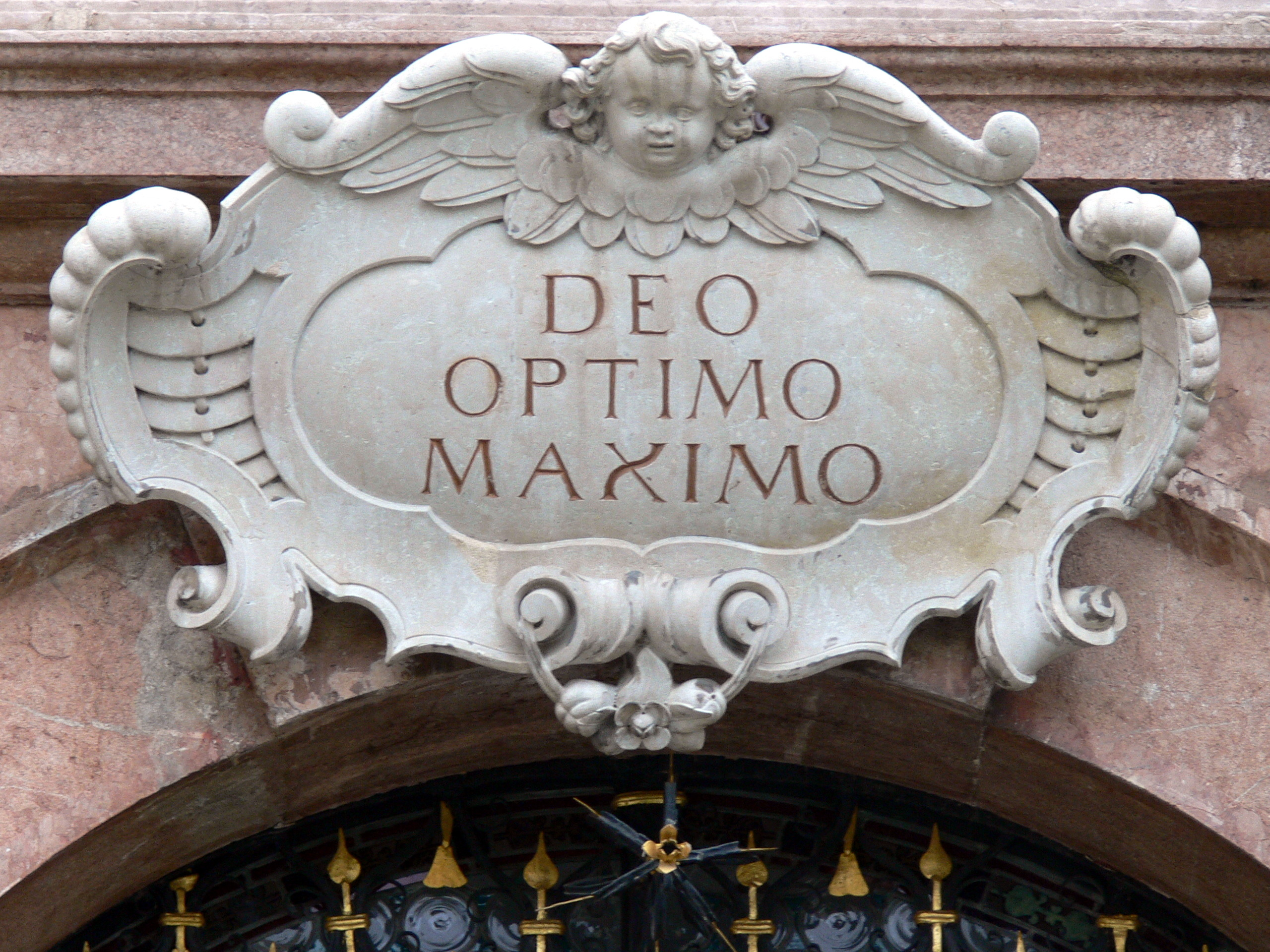
Deo Optimo Maximo op het portaal van een Oostenrijkse kerk.

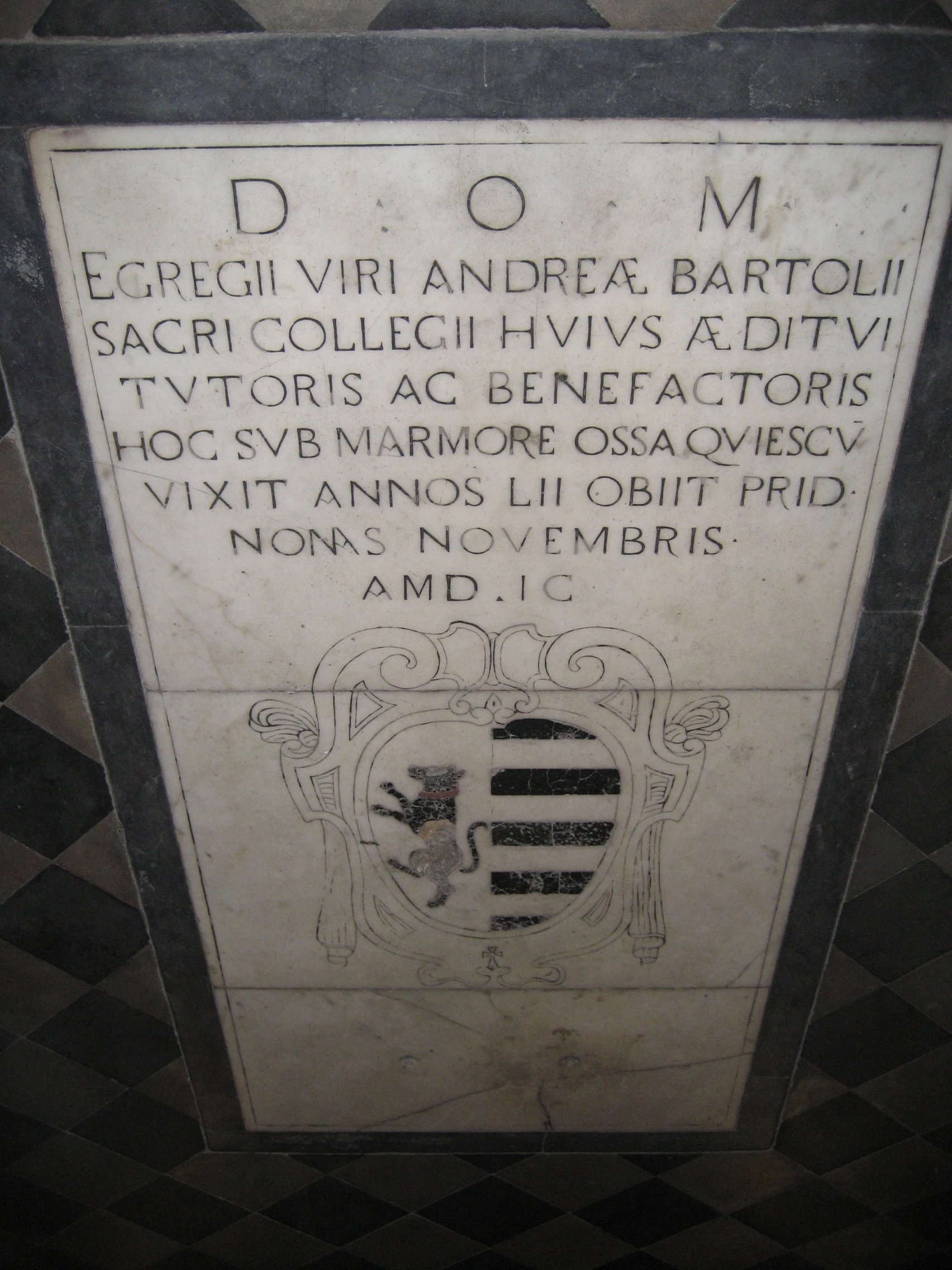
D.O.M. op een 16e-eeuws Italiaans graf.

Deo optimo (et) maximo ("gewijd) aan de beste en grootste God") is een veelvoorkomend grafschrift. Deus optimus maximus was een nomen sacrum ("heilige naam") in de Romeinse godsdienst, gegeven aan belangrijke goden zoals Jupiter. Het werd door het christendom overgenomen.
De uitdrukking, vaak afgekort tot D.O.M., kan dan ook worden teruggevonden op vele kerken en andere gebouwen uit de renaissance, vooral in Italië. Het zou het motto worden van de benedictijnen ("Voor de opperste grootste god"). Het wordt dan ook op de flessen van benedictijnse bieren geschreven. Het wordt ook geregeld op grafzerken (epitaaf) vermeld ("aan de opperste grootste God").